# Arantxa Rusová
Arantxa Rusová (nepřechýleně Rus, * 13. prosince 1990 Delft) je nizozemská profesionální tenistka hrající levou rukou. Ve své dosavadní kariéře vyhrála na okruhu WTA Tour jeden singlový a čtyři deblové turnaje. Dvě singlové trofeje přidala v sérii WTA 125K. V rámci okruhu ITF získala třicet tři titulů ve dvouhře a čtrnáct ve čtyřhře.
Na žebříčku WTA byla ve dvouhře nejvýše klasifikována v srpnu 2023 na 41. místě a ve čtyřhře v listopadu 2021 na 56. místě.
V nizozemském týmu Billie Jean King Cupu debutovala v roce 2008 budapešťským utkáním 1. skupiny zóny Evropy a Afriky proti Portugalsku, v němž vyhrála dvouhru nad Neuzou Silvaovou. V roce 2016 nastoupila do dvouhry světového semifinále proti Francii, v níž podlehla Caroline Garciaové. Francouzky vyhrály 3:2 na zápasy. Do listopadu 2023 v soutěži nastoupila k dvaceti sedmi mezistátním utkáním s bilancí 16–15 ve dvouhře a 1–5 ve čtyřhře.

## Tenisová kariéra
Grandslamový titul získala v juniorské dvouhře Australian Open 2008, když ve finále zdolala Australanku Jessicu Mooreovou ve dvou setech. Mezi ženami došla do osmifinále na pařížském French Open 2012 poté, co ve třetím kole vyřadila dvacátou pátou nasazenou Němku Julii Görgesovou ve třech sadách. Mezi posledními šestnácti hráčkami pak nestačila na Estonku Kaiu Kanepiovou.
Na French Open 2011 ve druhém kole zdolala světovou dvojku Kim Clijstersovou, když odvrátila dva mečboly. Ve Wimbledonu 2012 pak v téže fázi přehrála pátou ženu žebříčku Samanthu Stosurovou, aby následně uhrála jen tři gamy na čínskou turnajovou třicítku Pcheng Šuaj.
Premiérový titul na okruhu WTA Tour vybojovala na antukovém Swedish Open 2017 v Bastadu, když ve finále deblové soutěže s krajankou Quirine Lemoineovou zdolaly argentinsko-české turnajové čtyřky Maríi Irigoyenovou s Barborou Krejčíkovou až v rozhodujícím supertiebreaku. V pozápasovém rozhovoru na dvorci Lemoineová uvedla, že se obě vítězky znají a hrají spolu již od deseti let.
Premiérovy singlový triumf zaznamenala na antukovém Hamburg European Open 2023, kde ve finále porazila Němku Nomu Nohu Akugueovou. Až při své 126. účasti ve dvouhře turnaje okruhu WTA Tour získala první singlový titul, na kterém debutovala již v 's-Hertogenboschi 2007. Ve 32 letech se stala nejstarší držitelkou první kariérní trofeje za předchozích čtyřicet let a nejstarší singlistkou v prvním finále od 34leté Cipory Obzilerové v Kantonu 2007. Po skončení se poprvé posunula do elitní světové padesátky hodnocení.

## Finále na okruhu WTA Tour
| Legenda                                      |
| -------------------------------------------- |
| D – dvouhra; Č – čtyřhra                     |
| Grand Slam (0)                               |
| Turnaj mistryň (0)                           |
| Premier Mandatory & Premier 5 / WTA 1000 (0) |
| Premier / WTA 500 (0)                        |
| International / WTA 250 (1–0 D; 4–2 Č)       |

### Dvouhra: 1 (1–0)
| Stav    | č. | datum         | turnaj           | povrch | soupeřka ve finále  | výsledek      |
| ------- | -- | ------------- | ---------------- | ------ | ------------------- | ------------- |
| Vítězka | 1. | červenec 2023 | Hamburk, Německo | antuka | Noma Noha Akugueová | 6–0, 7–6(7–3) |

### Čtyřhra: 6 (4–2)
| Stav       | č. | datum         | turnaj          | povrch    | spoluhráčka            | soupeřky ve finále                           | výsledek         |
| ---------- | -- | ------------- | --------------- | --------- | ---------------------- | -------------------------------------------- | ---------------- |
| Vítězka    | 1. | červenec 2017 | Båstad, Švédsko | antuka    | Quirine Lemoineová     | María Irigoyenová Barbora Krejčíková         | 3–6, 6–3, [10–8] |
| Finalistka | 1. | červenec 2019 | Palermo, Itálie | antuka    | Jekatěrine Gorgodzeová | Cornelia Listerová Renata Voráčová           | 6–7(2–7), 2–6    |
| Vítězka    | 1. | srpen 2020    | Palermo, Itálie | antuka    | Tamara Zidanšeková     | Elisabetta Cocciarettová Martina Trevisanová | 7–5, 7–5         |
| Vítězka    | 3. | listopad 2020 | Linec, Rakousko | tvrdý (h) | Tamara Zidanšeková     | Lucie Hradecká Kateřina Siniaková            | 6–3, 6–4         |
| Vítězka    | 4. | březen 2021   | Lyon, Francie   | tvrdý (h) | Viktória Kužmová       | Eugenie Bouchardová Olga Danilovićová        | 3–6, 7–5, [10–7] |
| Finalistka | 2. | říjen 2022    | Parma, Itálie   | antuka    | Tamara Zidanšeková     | Anastasia Dețiuc Miriam Kolodziejová         | 6–1, 3–6, [8–10] |

## Finále série WTA 125
| Legenda                  |
| ------------------------ |
| D – dvouhra; Č – čtyřhra |
| WTA 125 (2–3 D)          |

### Dvouhra: 5 (2–3)
| Stav       | č. | datum         | turnaj                         | povrch      | soupeřka ve finále         | výsledek      |
| ---------- | -- | ------------- | ------------------------------ | ----------- | -------------------------- | ------------- |
| Finalistka | 1. | listopad 2017 | Tchaj-pej, Tchaj-wan           | koberec (h) | Belinda Bencicová          | 6–7(3–7), 1–6 |
| Finalistka | 2. | červen 2021   | Bol, Chorvatsko                | antuka      | Jasmine Paoliniová         | 2–6, 6–7(4–7) |
| Finalistka | 3. | červenec 2022 | Bělehrad, Srbsko               | antuka      | Anna Karolína Schmiedlová  | 3–6, 3–6      |
| Vítězka    | 1. | červen 2023   | La Bisbal d'Empordà, Španělsko | antuka      | Panna Udvardyová           | 7–6(7–2), 6–3 |
| Vítězka    | 2. | červenec 2023 | Contrexéville, Francie         | antuka      | Anastasija Pavljučenkovová | 6–3, 6–3      |

## Tituly na okruhu ITF
| Dotace turnajů okruhu ITF | Dotace turnajů okruhu ITF |
| ------------------------- | ------------------------- |
| 100 000 $ tournaments     | 80 000 $ tournaments      |
| 60 000 $ tournaments      | 40 000 $ tournaments      |
| 50 000 $ tournaments      | 25 000 $ tournaments      |
| 15 000 $ tournaments      | 10 000 $ tournaments      |

### Dvouhra (33 titulů)
| č.  | datum              | turnaj                               | povrch      | poražená finalistka           | výsledek                |
| --- | ------------------ | ------------------------------------ | ----------- | ----------------------------- | ----------------------- |
| 1.  | 26. srpna 2007     | Vlaardingen, Nizozemsko              | antuka      | Anne Schäferová               | 6–7(5–7), 6–2, 6–2      |
| 2.  | 10. září 2007      | Alphen a/d Rijn, Nizozemsko          | antuka      | Renee Reinhardová             | 4–6, 7–5, 7–6, (7–2)    |
| 3.  | 19. dubna 2008     | Bari, Itálie                         | antuka      | Alberta Briantiová            | 2–6, 7–5, 6–3           |
| 4.  | 23. listopadu 2008 | Opolí, Polsko                        | koberec (h) | Ana Vrljićová                 | 4–6, 7–5, 6–3           |
| 5.  | 8. listopadu 2009  | Nantes, Francie                      | tvrdý (h)   | Renata Voráčová               | 6–3, 6–2                |
| 6.  | 1. na 2012         | Osprey, Spojené státy                | antuka      | Sesil Karatančevová           | 6–4, 6–1                |
| 7.  | 1. září 2013       | Fleurus, Belgie                      | antuka      | Diāna Marcinkēvičová          | 6–3, 6–2                |
| 8.  | 8. září 2013       | Alphen a/d Rijn, Nizozemsko          | antuka      | Carina Witthöftová            | 4–6, 6–2, 6–2           |
| 9.  | 6. října 2013      | Vallduxo, Španělsko                  | antuka      | Alizé Limová                  | 6–1, 6–1                |
| 10. | 13. října 2013     | Sant Cugat, Španělsko                | antuka      | Alberta Briantiová            | 6–4 2–6 6–2             |
| 11. | 2. října 2016      | Hua Hin, Thajsko                     | tvrdý       | Niča Lertpitaksinčajová       | 3–6, 7–6(7–4), 7–6(7–3) |
| 12. | 1. října 2016      | Équeurdreville, Francie              | tvrdý (h)   | Maryna Zanevská               | 6–2, 6–1                |
| 13. | 9. července 2017   | Middelburg, Nizozemsko               | antuka      | Valentini Grammatikopoulou    | 3–6, 6–2, 6–3           |
| 14. | 30. září 2017      | Hua Hin, Thajsko                     | tvrdý       | Jacqueline Caková             | 6–1, 6–3                |
| 15. | duben 2019         | Pula, Itálie                         | antuka      | Darja Lopatecká               | 6–7(2), 6–3, 6–1        |
| 16. | duben 2019         | Pula, Itálie                         | antuka      | Elizabeth Halbauerová         | 6–2, 6–7(6), 6–1        |
| 17. | červenec 2019      | Haag, Nizozemsko                     | antuka      | Valentina Ivachněnková        | 6–2, 6–2                |
| 18. | srpen 2019         | Espinar, Španělsko                   | tvrdý       | Džulija Terzijská             | 6–4, 6–1                |
| 19. | srpen 2019         | Cordenons, Španělsko                 | antuka      | Nika Radišičová               | 4–6, 6–4, 6–1           |
| 20. | září 2019          | Marbella, Španělsko                  | antuka      | Marina Bassols Riberová       | 6–2, 6–2                |
| 21. | září 2019          | Pula, Itálie                         | antuka      | Elisabetta Cocciarettová      | 6–3, 6–7(5), 6–4        |
| 22. | říjen 2019         | Sevilla, Španělsko                   | antuka      | Patricia Maria Țigová         | 6–4, 6–4                |
| 23. | listopad 2019      | Pétange, Lucembursko                 | tvrdý (h)   | Laura Ioana Paarová           | 6–3, 3–6, 6–3           |
| 24. | listopad 2019      | Orlando, Spojené státy               | antuka      | Irina Fetecăuová              | 6–3, 6–2                |
| 25. | srpen 2021         | San Bartolomé de Tirajana, Španělsko | antuka      | Majar Šarífová                | 6–4, 6–2                |
| 26. | srpen 2021         | San Bartolomé de Tirajana, Španělsko | antuka      | Victoria Jiménez Kasintsevová | 6–0, 6–1                |
| 27. | září 2021          | Valencie, Španělsko                  | antuka      | Mihaela Buzărnescuová         | 6–4, 7–6(3)             |
| 28. | květen 2022        | Santa Margherita di Pula, Itálie     | antuka      | Marie Benoîtová               | 6–4, 6–4                |
| 29. | srpen 2022         | San Bartolomé de Tirajana, Španělsko | antuka      | Polina Kuděrmetovová          | 6–3, 3–6, 6–1           |
| 30. | listopad 2022      | Šarm aš-Šajch, Egypt                 | tvrdý       | Julija Hatouková              | 6–2, 6–1                |
| 31. | březen 2023        | Anapoima, Kolombie                   | antuka      | Sinja Krausová                | 6–3, 6–7(3), 6–2        |
| 32. | červenec 2023      | Haag, Nizozemsko                     | antuka      | Sára Bejlek                   | 7–6(3), 6–4             |
| 33. | červenec 2024      | Haag, Nizozemsko                     | antuka      | Gina Feistelová               | 6–1, 4–6, 6–2           |

### Čtyřhra (14 titulů)
| Č.  | datum           | turnaj                               | povrch    | spoluhráčka            | poražené finalistky                             | výsledek          |
| --- | --------------- | ------------------------------------ | --------- | ---------------------- | ----------------------------------------------- | ----------------- |
| 1.  | 27. října 2007  | Ciudad de México, Mexiko             | tvrdý     | Nicole Thijssenová     | Ivana Abramovićová Maria Abramovićová           | 6–0, 6–1          |
| 2.  | 11. února 2011  | Stockholm, Švédsko                   | tvrdý (h) | Anastasia Jakimovová   | Claire Feuersteinová Xenija Lykinová            | 6–3, 2–6, [10–8]  |
| 3.  | 12. května 2013 | Cagnes-sur-Mer, Francie              | antuka    | Vania Kingová          | Catalina Castañová Teliana Pereirová            | 4–6, 7–5, [10–8]  |
| 4.  | 28. října 2013  | Tchaj-pej, Tchaj-wan                 | tvrdý     | Lesley Kerkhoveová     | Čchen I Luksika Kumkhumová                      | 6–4, 2–6, [14–12] |
| 5.  | 30. srpna 2014  | Fleurus, Belgie                      | antuka    | Demi Schuursová        | Hilda Melanderová Marina Melnikovová            | 6–4, 6–1          |
| 6.  | 22. února 2016  | Beinasco, Itálie                     | antuka    | İpek Soyluová          | Lina Gjorcheská Dea Herdzelasová                | 6–4, 6–2          |
| 7.  | 30. dubna 2016  | Wiesbaden, Německo                   | antuka    | Marie Benoîtová        | Steffi Distelmansová Demi Schuursová            | 6–2, 6–2          |
| 8.  | 10. září 2016   | Budapešť, Maďarsko                   | antuka    | Cindy Burgerová        | Ágnes Buktová Jesika Malečková                  | 6–1, 6–4          |
| 9.  | leden 2019      | Singapur                             | tvrdý     | Quirine Lemoineová     | Čchen Pchej-süan Wu Fang-sien                   | 6–2, 6–4          |
| 10. | srpen 2022      | San Bartolomé de Tirajana, Španělsko | antuka    | Ángela Fita Boludová   | Elina Avanesjanová Diana Šnajderová             | 6–4, 6–4          |
| 11. | srpen 2022      | Ourense, Španělsko                   | tvrdý     | Maria Mateasová        | Yvonne Cavallé Reimersová Lucía Cortez Llorcová | 6–4, 5–7, [10–7]  |
| 12. | listopad 2022   | Šarm aš-Šajch, Egypt                 | tvrdý     | Nina Stojanovićová     | Magali Kempenová Lu Jiajing                     | 7–6(1), 6–2       |
| 13. | duben 2023      | Zaragoza, Španělsko                  | antuka    | Diane Parryová         | Asia Muhammadová Eden Silvová                   | 6–1, 4–6, [10–5]  |
| 14, | červenec 2023   | Haag, Nizozemsko                     | antuka    | Kristina Mladenovicová | Jasmijn Gimbrèreová Isabelle Haverlagová        | 6–4, 6–0          |

## Finále juniorského Grand Slamu

### Dvouhra juniorek: 1 (1–0)
| Stav    | rok  | turnaj          | povrch | soupeřka ve finále | výsledek |
| ------- | ---- | --------------- | ------ | ------------------ | -------- |
| Vítězka | 2008 | Australian Open | tvrdý  | Jessica Mooreová   | 6–3, 6–4 |

## Postavení na konečném žebříčku WTA

### Dvouhra
| Rok    | 2007 | 2008   | 2009   | 2010   | 2011  | 2012  | 2013   | 2014   | 2015   | 2016   | 2017   | 2018   | 2019   | 2020  |
| Pořadí | 465. | ▲ 188. | ▲ 107. | ▼ 138. | ▲ 84. | ▲ 68. | ▼ 160. | ▼ 230. | ▼ 289. | ▲ 174. | ▲ 160. | ▲ 109. | ▲ 103. | ▲ 73. |

### Čtyřhra
| Rok    | 2007 | 2008 | 2009   | 2010   | 2011   | 2012   | 2013   | 2014   | 2015   | 2016   | 2017   | 2018   | 2019   | 2020  |
| Pořadí | 513. | —    | ▲ 455. | ▲ 225. | ▼ 246. | ▼ 288. | ▲ 143. | ▼ 185. | ▼ 318. | ▲ 192. | ▲ 189. | ▲ 132. | ▼ 187. | ▲ 81. |